# Michael Murach

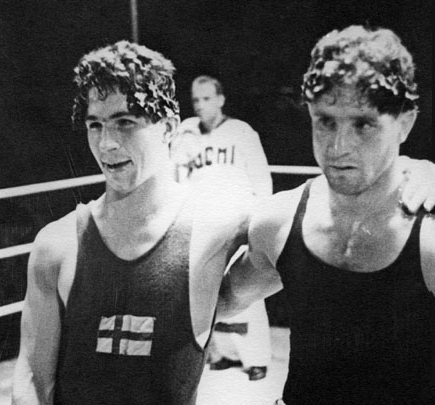
Michael Murach (rechts)

Michael „Michel“ Murach (* 1. Februar 1911 im Gelsenkirchener Ortsteil Schalke; † 1. August 1941 in Dubrowka, Oblast Leningrad) war ein deutscher Amateurboxer im Weltergewicht, olympischer Silbermedaillengewinner von 1936 und Europameister 1937.
Der rechtsausgelegte Michael Murach boxte für den FC Schalke 04. Bei den Olympischen Sommerspielen 1936 in Berlin unterlag er im Finale dem Finnen Sten Suvio. Ein Jahr später wurde er in Mailand Europameister vor Imre Mándi aus Ungarn und Oscar Agren aus Schweden. 1939 trat er abermals bei den Europameisterschaften an, schied jedoch bereits im ersten Kampf gegen Robert Thomas, England, aus. Zwischen 1935 und 1940 wurde Murach fünf Mal deutscher Meister im Weltergewicht.